# Beuveille
Beuveille est une commune française située dans le département de Meurthe-et-Moselle en région Grand Est.
Ses habitants sont appelés les Chabas.

## Géographie
| Viviers-sur-Chiers       | Montigny-sur-Chiers | Ugny                  |
| Longuyon                 | Beuveille           | Doncourt-lès-Longuyon |
| Arrancy-sur-Crusne Meuse |                     | Pierrepont            |

### Hydrographie

#### Réseau hydrographique
La commune est dans le bassin versant de la Meuse au sein du bassin Rhin-Meuse. Elle est drainée par la Crusnes et le ruisseau de Beuveille,.
La Crusnes, d'une longueur de 32 km, prend sa source dans la commune de Errouville et se jette  dans la Chiers à Longuyon, après avoir traversé douze communes. Les caractéristiques hydrologiques de la Crusnes sont données par la station hydrologique située sur la commune de Pierrepont. Le débit moyen mensuel est de 2,25 m3/s. Le débit moyen journalier maximum est de 28,7 m3/s, atteint lors de la crue du 21 décembre 1993. Le débit instantané maximal est quant à lui de 37,2 m3/s, atteint le même jour.

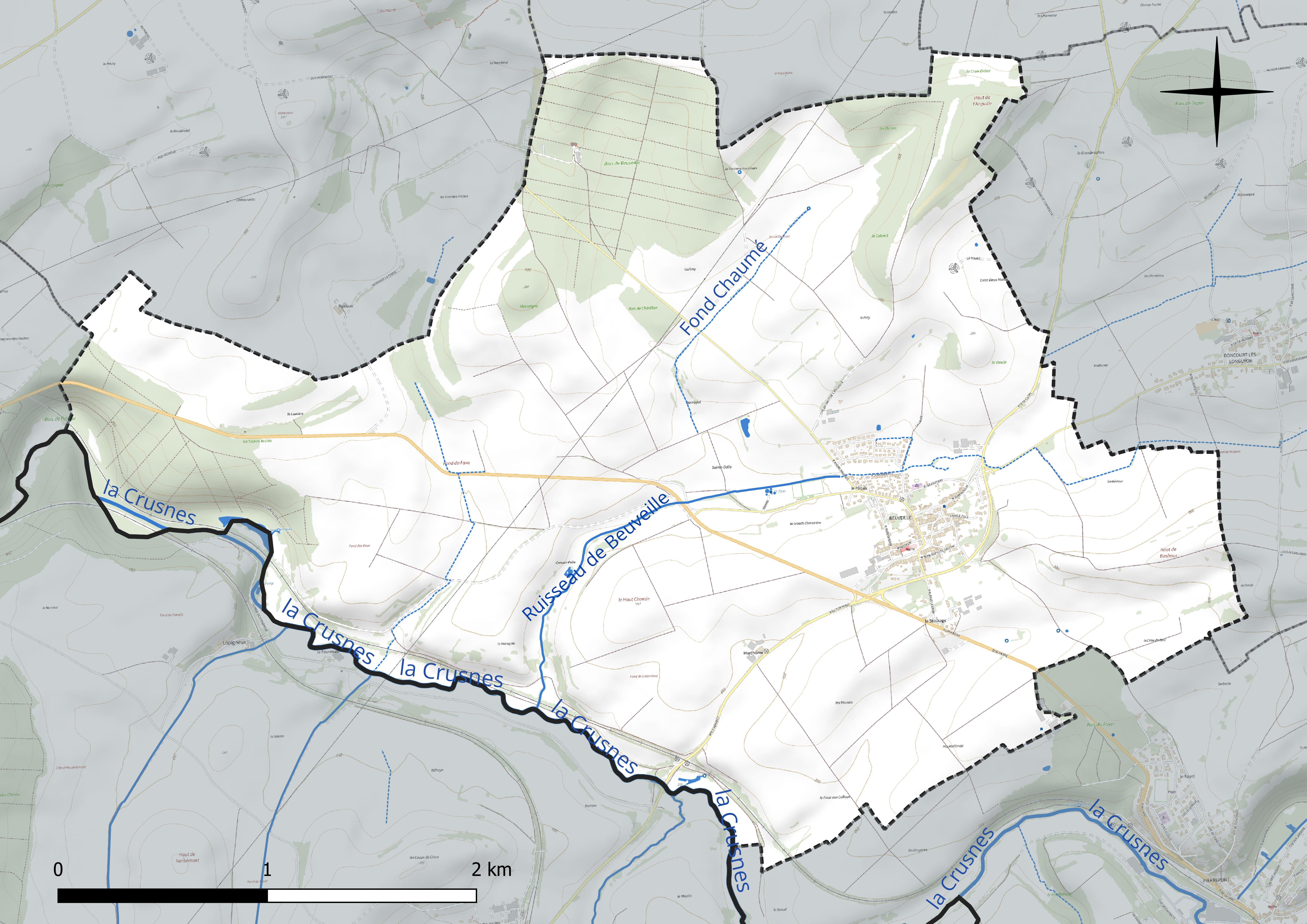
Réseau hydrographique de Beuveille.

#### Gestion et qualité des eaux
Le territoire communal est couvert par le schéma d'aménagement et de gestion des eaux (SAGE) « Bassin ferrifère ». Ce document de planification concerne le périmètre des anciennes galeries des mines de fer, des aquifères et des bassins versants hydrographiques associés qui s’étend sur 2 418 km2. Les bassins versants concernés sont celui de la Chiers en amont de la confluence avec l'Othain, et ses affluents (la Crusnes, la Pienne, l'Othain), celui de l'Orne et ses affluents et celui de la Fensch, le Veymerange, la Kiesel et les parties françaises du bassin versant de l'Alzette et de ses affluents (Kaylbach, ruisseau de Volmerange). Il a été approuvé le 27 mars 2015. La structure porteuse de l'élaboration et de la mise en œuvre est la région Grand Est. 
La qualité des cours d’eau peut être consultée sur un site dédié géré par les agences de l’eau et l’Agence française pour la biodiversité. 

### Climat
Pour des articles plus généraux, voir Climat du Grand Est et Climat de Meurthe-et-Moselle.
En 2010, le climat de la commune est de type climat de montagne, selon une étude du Centre national de la recherche scientifique s'appuyant sur une série de données couvrant la période 1971-2000. En 2020, Météo-France publie une typologie des climats de la France métropolitaine dans laquelle la commune est exposée à un climat semi-continental et est dans la région climatique  Lorraine, plateau de Langres, Morvan, caractérisée par un hiver rude (1,5 °C), des vents modérés et des brouillards fréquents en automne et hiver. 
Pour la période 1971-2000, la température annuelle moyenne est de 9,3 °C, avec une amplitude thermique annuelle de 16,1 °C. Le cumul annuel moyen de précipitations est de 914 mm, avec 13,9 jours de précipitations en janvier et 9,5 jours en juillet. Pour la période 1991-2020, la température moyenne annuelle observée sur la station météorologique de Météo-France la plus proche, « Villette », sur la commune de Villette à 11 km à vol d'oiseau, est de 10,1 °C et le cumul annuel moyen de précipitations est de 909,4 mm. 
La température maximale relevée sur cette station est de 39 °C, atteinte le 25 juillet 2019 ; la température minimale est de −14,8 °C, atteinte le 20 décembre 2009,,. 
Les paramètres climatiques de la commune ont été estimés pour le milieu du siècle (2041-2070) selon différents scénarios d'émission de gaz à effet de serre à partir des nouvelles projections climatiques de référence DRIAS-2020. Ils sont consultables sur un site dédié publié par Météo-France en novembre 2022.

## Urbanisme

### Typologie
Au 1er janvier 2024, Beuveille est catégorisée bourg rural, selon la nouvelle grille communale de densité à sept niveaux définie par l'Insee en 2022.
Elle est située hors unité urbaine. Par ailleurs la commune fait partie de l'aire d'attraction de Longwy, dont elle est une commune de la couronne,. Cette aire, qui regroupe 23 communes, est catégorisée dans les aires de moins de 50 000 habitants,.

### Occupation des sols
L'occupation des sols de la commune, telle qu'elle ressort de la base de données européenne d’occupation biophysique des sols Corine Land Cover (CLC), est marquée par l'importance des territoires agricoles (78,9 % en 2018), une proportion sensiblement équivalente à celle de 1990 (79,6 %). La répartition détaillée en 2018 est la suivante : terres arables (53,5 %), prairies (25,4 %), forêts (17,1 %), zones urbanisées (4,1 %). L'évolution de l’occupation des sols de la commune et de ses infrastructures peut être observée sur les différentes représentations cartographiques du territoire : la carte de Cassini (XVIIIe siècle), la carte d'état-major (1820-1866) et les cartes ou photos aériennes de l'IGN pour la période actuelle (1950 à aujourd'hui).

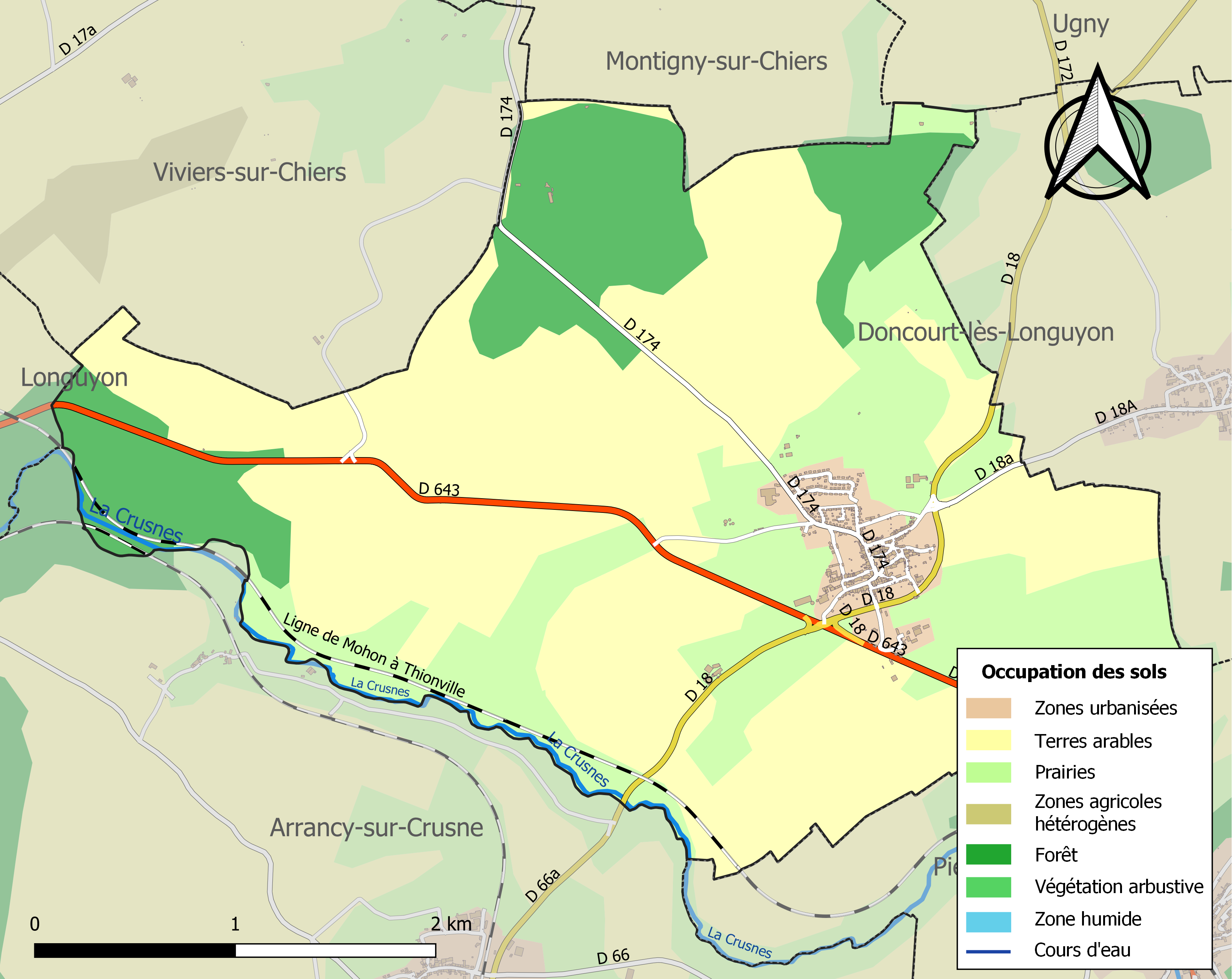
Carte des infrastructures et de l'occupation des sols de la commune en 2018 (CLC).

## Toponymie
Le nom de la localité est attesté sous les formes Belulfiaga villa (636) ; Beuville (1304) ; Beveille (XVIIIe siècle) ; Beuveil (1749).

## Histoire
Village de l'ancienne province du Barrois, rattaché au bailliage de Longuyon.

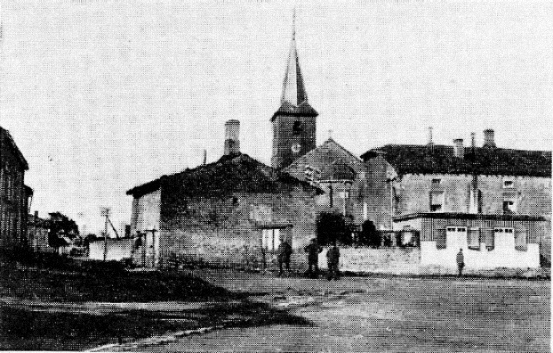
Église et mess avant 1919.

Au début de la Première Guerre mondiale, le prince héritier Guillaume de Prusse installe son poste de commandement à Beuveille lors de la bataille de Longwy.
Après leur attaque sur Verdun, le Sturm-Bataillon commandé par Willy Rohr s'installe ici jusqu'en 1918. L'ancien siège est transformé en mess. L'état-major du bataillon, les deux compagnies, la compagnie du parc, l'équipe des mitrailleuses et l'équipe de lance-flammes sont logés ici. Le département des canons et des Minenwerfer sont basés à Ugny. Le lazaret et le cimetière sont situés à Pierrepont.
Comme une zone d'entraînement, la région était au nord de la détruit dans cette bataille carte Doncourt. Au nord du site de débris était une colline, la soi-disant colline des hommes sur le terrain (Feldherrenhügel), qui s'étendait vers le village de Cutry et Praucourt-Ferme Doncourt la forêt. Cette zone ressemble aux conditions de Verdun. Au milieu de la forêt il y avait un ravin.
Le samedi était toujours un exercice de la “Sturm- et Lehr-Bataillon de Rohr” présenté à l'Association Bataillon.

## Politique et administration
| Période                                  | Période      | Identité                                                                            | Étiquette | Qualité      |
| ---------------------------------------- | ------------ | ----------------------------------------------------------------------------------- | --------- | ------------ |
| Les données manquantes sont à compléter. |              |                                                                                     |           |              |
| 1835                                     | 1859         | Henry Masson                                                                        |           |              |
| 1859                                     | 1866         | Jean-Nicolas Chevallier                                                             |           |              |
| mars 2001                                | mars 2008    | Jean-Pierre Philippe                                                                |           |              |
| mars 2008                                | janvier 2025 | Jean-François Azzara, Réélu pour le mandat 2020-2026 Démissionnaire en janvier 2025 |           | Ancien cadre |
| février 2025                             | En cours     | Mélissa Payot                                                                       |           |              |

## Population et société

### Démographie
L'évolution du nombre d'habitants est connue à travers les recensements de la population effectués dans la commune depuis 1793. Pour les communes de moins de 10 000 habitants, une enquête de recensement portant sur toute la population est réalisée tous les cinq ans, les populations de référence des années intermédiaires étant quant à elles estimées par interpolation ou extrapolation. Pour la commune, le premier recensement exhaustif entrant dans le cadre du nouveau dispositif a été réalisé en 2006.

En 2022, la commune comptait 780 habitants, en évolution de +1,83 % par rapport à 2016 (Meurthe-et-Moselle : −0,13 %, France hors Mayotte : +2,11 %).
| 1793 | 1800 | 1806 | 1821 | 1836 | 1841 | 1861 | 1866 | 1872 |
| ---- | ---- | ---- | ---- | ---- | ---- | ---- | ---- | ---- |
| 528  | 548  | 581  | 747  | 872  | 869  | 888  | 894  | 864  |

| 1876 | 1881 | 1886 | 1891 | 1896 | 1901 | 1906 | 1911 | 1921 |
| ---- | ---- | ---- | ---- | ---- | ---- | ---- | ---- | ---- |
| 835  | 886  | 865  | 756  | 780  | 722  | 677  | 700  | 562  |

| 1926 | 1931 | 1936 | 1946 | 1954 | 1962 | 1968 | 1975 | 1982 |
| ---- | ---- | ---- | ---- | ---- | ---- | ---- | ---- | ---- |
| 601  | 585  | 642  | 458  | 495  | 526  | 773  | 667  | 586  |

| 1990 | 1999 | 2006 | 2011 | 2016 | 2021 | 2022 | - | - |
| ---- | ---- | ---- | ---- | ---- | ---- | ---- | - | - |
| 560  | 519  | 602  | 767  | 766  | 773  | 780  | - | - |

## Culture locale et patrimoine

### Lieux et monuments

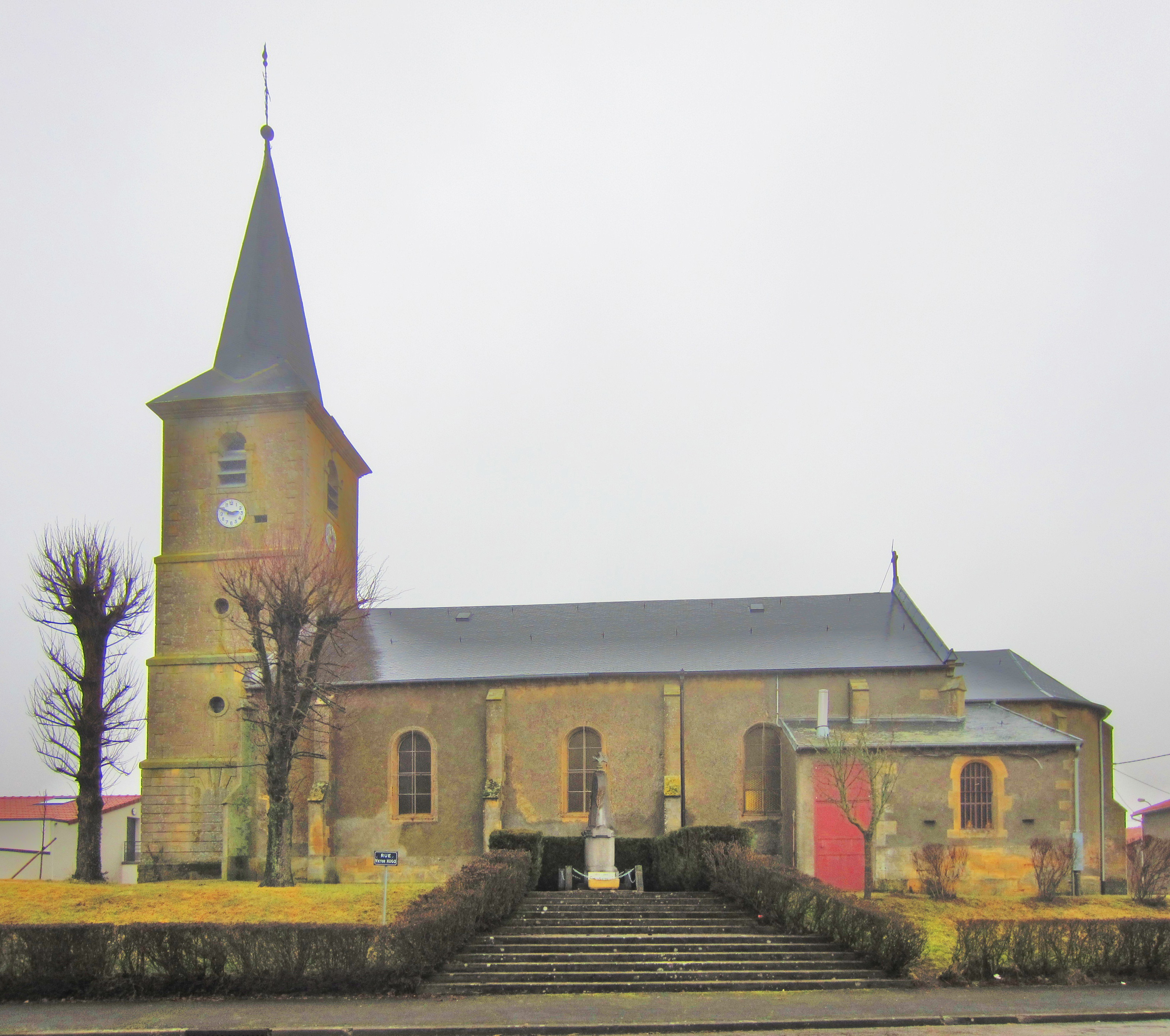
L'église Saint-Rémy.

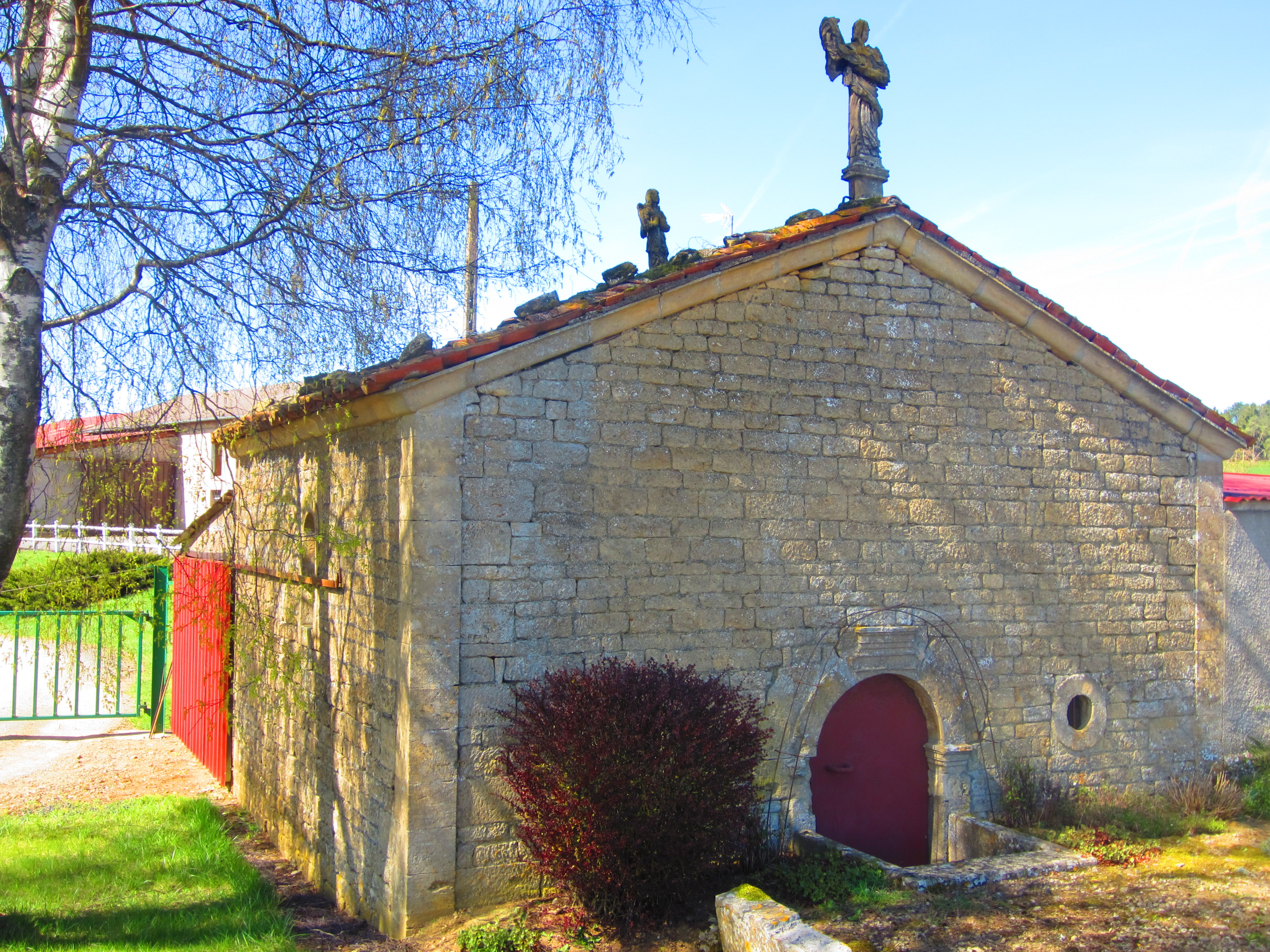
La chapelle Rachon.

#### Édifices civils
- Présence néolithique
- Quelques jolies bâtisses typiques de la région
- Ouvrage de Fermont

#### Édifices religieux
- Église paroissiale Saint-Rémy reconstruite en 1753 (date portée par une pierre de fondation aujourd'hui incomplète) sous l'abbatiat de Hyacinthe Pillerel, abbé de Saint-Pierremont (1727-1753), en remplacement d'une église plus ancienne non documentée. Restaurée et mise au goût du jour en 1869. Nef et chœur voûtés. Ancienne église grange transformée en église halle, bénite le 7 juillet 1871, restaurée en 1985 et qui renferme, outre un délicat ange gardien, un maître-autel baroque, joyau du patrimoine du pays-Haut.
- Chapelle Rachon, à l’entrée du village, construite en 1811. Veillent 36 statues, émouvant témoignage d’un soldat, Jean-Baptiste Gauche (1773-1835). Grièvement blessé et balafré, ce soldat, natif du village, s’était promis d’y élever une chapelle pour avoir échappé miraculeusement à la mort, à la bataille de Turckeim (31 décembre 1793). Guéri mais en retraite forcée, il passa le reste de sa vie à sculpter, dans sa cave, toutes ces statues. Les anciens se souviennent de la forte impression que leur procurait, lors des processions, dans la pénombre de la chapelle ouverte, le spectacle de ces étranges créatures.
- Presbytère, datant de 1702

### Héraldique, logotype et devise
| Blason de Beuveille | Blason  | Coupé d'un parti de deux et d'un parti, ce qui fait cinq quartiers. Au 1er d'or à l'engrenage de sable ; au 2d de gueules à deux pals d'argent, au porc au naturel brochant sur le tout ; au 3e d'azur à l'épi de blé d'or ; au 4e de Bar ; au 5e de Lorraine. |
| Blason de Beuveille | Détails | L'engrenage représente l'industrie, le porc la charcuterie et l'épi de blé l'agriculture. Beuveille appartenait au Barrois, puis au duché de Lorraine ; c'est ce qui explique la présence des blasons des deux duchés. Ce blason a été adopté en 1983.         |